# Schi acrobatic la Jocurile Olimpice de iarnă din 2018 - schi cross (feminin)
Proba de schi acrobatic, schi cross feminin de la Jocurile Olimpice de iarnă din 2018 de la Pyeongchang, Coreea de Sud a avut loc pe 23 februarie 2018 la Pheonix Snow Park.

## Program
Orele sunt orele Coreei de Sud (ora României + 7 ore).
| Dată         | Ora         | Rundă      |
| ------------ | ----------- | ---------- |
| 23 februarie | 11:30–12:15 | Calificări |
| 23 februarie | 13:15–14:55 | Finală     |

## Calificări
Proba va avea loc pe 22 februarie și a început la ora 10:00.
| Loc | Număr de concurs | Nume                     | Țară                         | Timp              | Diferență |
| --- | ---------------- | ------------------------ | ---------------------------- | ----------------- | --------- |
| 1   | 13               | Marielle Thompson        | Canada                       | 1:13,11           | −         |
| 2   | 15               | Kelsey Serwa             | Canada                       | 1:13,33           | +0,22     |
| 3   | 9                | Brittany Phelan          | Canada                       | 1:13,56           | +0,45     |
| 4   | 1                | Sandra Näslund           | Suedia                       | 1:13,58           | +0,47     |
| 5   | 12               | Fanny Smith              | Elveția                      | 1:13,90           | +0,79     |
| 6   | 3                | Alizée Baron             | Franța                       | 1:14,11           | +1,00     |
| 7   | 7                | Katrin Ofner             | Austria                      | 1:14,30           | +1,19     |
| 8   | 5                | Andrea Limbacher         | Austria                      | 1:14,71           | +1,60     |
| 9   | 6                | Sami Kennedy-Sim         | Australia                    | 1:14,97           | +1,86     |
| 10  | 16               | Sanna Lüdi               | Elveția                      | 1:15,13           | +2,02     |
| 11  | 10               | India Sherret            | Canada                       | 1:15,48           | +2,37     |
| 12  | 14               | Marielle Berger Sabbatel | Franța                       | 1:15,60           | +2,49     |
| 13  | 18               | Nikol Kučerová           | Cehia                        | 1:15,61           | +2,50     |
| 14  | 11               | Debora Pixner            | Italia                       | 1:15,72           | +2,61     |
| 15  | 4                | Anastasiia Chirtcova     | Sportivii Olimpici din Rusia | 1:15,83           | +2,72     |
| 16  | 19               | Talina Gantenbein        | Elveția                      | 1:15,97           | +2,86     |
| 17  | 2                | Lisa Andersson           | Suedia                       | 1:16,15           | +3,04     |
| 18  | 24               | Stephanie Joffroy        | Chile                        | 1:16,70           | +3,59     |
| 19  | 20               | Victoria Zavadovskaya    | Sportivii Olimpici din Rusia | 1:16,80           | +3,69     |
| 20  | 8                | Julia Eichinger          | Germania                     | 1:17,56           | +4,45     |
| 21  | 17               | Reina Umehara            | Japonia                      | 1:17,81           | +4,70     |
| 22  | 23               | Emily Sarsfield          | Marea Britanie               | 1:18,25           | +5,14     |
| 23  | 22               | Priscillia Annen         | Elveția                      | 2:30,03           | +1:16,92  |
| 24  | 21               | Lucrezia Fantelli        | Italia                       | nu a luat startul | +9.99     |

## Runda eliminatorie
Proba va avea loc pe 23 februarie și va începe la ora 13:15.

### 1/8 finals
| Loc | Număr de concurs | Nume              | Țară    | Note |
| --- | ---------------- | ----------------- | ------- | ---- |
| 1   | 17               | Lisa Andersson    | Suedia  | C    |
| 2   | 16               | Talina Gantenbein | Elveția | C    |
| 3   | 1                | Marielle Thompson | Canada  |      |

| Loc | Număr de concurs | Nume              | Țară      | Note              |
| --- | ---------------- | ----------------- | --------- | ----------------- |
| 1   | 8                | Andrea Limbacher  | Austria   | C                 |
| 2   | 9                | Sami Kennedy-Sim  | Australia | C                 |
|     | 24               | Lucrezia Fantelli | Italia    | nu a luat startul |

| Loc | Număr de concurs | Nume                     | Țară    | Note |
| --- | ---------------- | ------------------------ | ------- | ---- |
| 1   | 5                | Fanny Smith              | Elveția | C    |
| 2   | 12               | Marielle Berger Sabbatel | Franța  | C    |
| 3   | 21               | Reina Umehara            | Japonia |      |

| Loc | Număr de concurs | Nume            | Țară     | Note |
| --- | ---------------- | --------------- | -------- | ---- |
| 1   | 4                | Sandra Näslund  | Suedia   | C    |
| 2   | 13               | Nikol Kučerová  | Cehia    | C    |
| 3   | 20               | Julia Eichinger | Germania |      |

| Loc | Număr de concurs | Nume                  | Țară                         | Note |
| --- | ---------------- | --------------------- | ---------------------------- | ---- |
| 1   | 3                | Brittany Phelan       | Canada                       | C    |
| 2   | 14               | Debora Pixner         | Italia                       | C    |
| 3   | 19               | Victoria Zavadovskaya | Sportivii Olimpici ai Rusiei |      |

| Loc | Număr de concurs | Nume            | Țară           | Note          |
| --- | ---------------- | --------------- | -------------- | ------------- |
| 1   | 6                | Alizée Baron    | Franța         | C             |
| 2   | 22               | Emily Sarsfield | Marea Britanie | C             |
|     | 11               | India Sherret   | Canada         | nu a terminat |

| Loc | Număr de concurs | Nume             | Țară    | Note |
| --- | ---------------- | ---------------- | ------- | ---- |
| 1   | 7                | Katrin Ofner     | Austria | C    |
| 2   | 10               | Sanna Lüdi       | Elveția | C    |
| 3   | 23               | Priscillia Annen | Elveția |      |

| Loc | Număr de concurs | Nume                 | Țară                         | Note |
| --- | ---------------- | -------------------- | ---------------------------- | ---- |
| 1   | 2                | Kelsey Serwa         | Canada                       | C    |
| 2   | 15               | Anastasiia Chirtcova | Sportivii Olimpici ai Rusiei | C    |
| 3   | 18               | Stephanie Joffroy    | Chile                        |      |

#### Sferturi de finală
| Loc | Număr de concurs | Nume              | Țară      | Note          |
| --- | ---------------- | ----------------- | --------- | ------------- |
| 1   | 9                | Sami Kennedy-Sim  | Australia | C             |
| 2   | 17               | Lisa Andersson    | Suedia    | C             |
| 3   | 16               | Talina Gantenbein | Elveția   |               |
| 4   | 8                | Andrea Limbacher  | Austria   | nu a terminat |

| Loc | Număr de concurs | Nume                     | Țară    | Note |
| --- | ---------------- | ------------------------ | ------- | ---- |
| 1   | 5                | Fanny Smith              | Elveția | C    |
| 2   | 4                | Sandra Näslund           | Suedia  | C    |
| 3   | 12               | Marielle Berger Sabbatel | Franța  |      |
| 4   | 13               | Nikol Kučerová           | Cehia   |      |

| Loc | Număr de concurs | Nume            | Țară           | Note |
| --- | ---------------- | --------------- | -------------- | ---- |
| 1   | 3                | Brittany Phelan | Canada         | C    |
| 2   | 6                | Alizée Baron    | Franța         | C    |
| 3   | 14               | Debora Pixner   | Italia         |      |
| 4   | 22               | Emily Sarsfield | Marea Britanie |      |

| Loc | Număr de concurs | Nume                 | Țară                         | Note          |
| --- | ---------------- | -------------------- | ---------------------------- | ------------- |
| 1   | 2                | Kelsey Serwa         | Canada                       | C             |
| 2   | 10               | Sanna Lüdi           | Elveția                      | C             |
| 3   | 7                | Katrin Ofner         | Austria                      |               |
|     | 15               | Anastasiia Chirtcova | Sportivii Olimpici ai Rusiei | nu a terminat |

#### Semifinale
| Loc | Număr de concurs | Nume             | Țară      | Note        |
| --- | ---------------- | ---------------- | --------- | ----------- |
| 1   | 4                | Sandra Näslund   | Suedia    | Finala mare |
| 2   | 5                | Fanny Smith      | Elveția   | Finala mare |
| 3   | 9                | Sami Kennedy-Sim | Australia | Finala mică |
| 4   | 17               | Lisa Andersson   | Suedia    | Finala mică |

| Loc | Număr de concurs | Nume            | Țară    | Note                       |
| --- | ---------------- | --------------- | ------- | -------------------------- |
| 1   | 3                | Brittany Phelan | Canada  | Finala mare                |
| 2   | 2                | Kelsey Serwa    | Canada  | Finala mare                |
| 3   | 10               | Sanna Lüdi      | Elveția | Finala mică                |
|     | 6                | Alizée Baron    | Franța  | nu a terminat, Finala mică |

#### Finale
Finala mică
| Loc | Număr de concurs | Nume             | Țară      | Note |
| --- | ---------------- | ---------------- | --------- | ---- |
| 5   | 6                | Alizée Baron     | Franța    |      |
| 6   | 17               | Lisa Andersson   | Suedia    |      |
| 7   | 10               | Sanna Lüdi       | Elveția   |      |
| 8   | 9                | Sami Kennedy-Sim | Australia |      |

Finala mare
| Loc | Număr de concurs | Nume            | Țară    | Note |
| --- | ---------------- | --------------- | ------- | ---- |
| 1   | 2                | Kelsey Serwa    | Canada  |      |
| 2   | 3                | Brittany Phelan | Canada  |      |
| 3   | 5                | Fanny Smith     | Elveția |      |
| 4   | 4                | Sandra Näslund  | Suedia  |      |